# Роберт Чобан
Роберт Чобан (Бач, 27. јул 1968) српски је новинар и оснивач медијске компаније Колор Прес Групе.

## Биографија
Рођен је у Бачу, у Војводини, 27. јула 1968. године. Његов отац, Јосип Чобан (Бач, 1932—Бач, 2007), био је пољопривредник, а мајка Лујза (Бач, 1941) домаћица. Завршио је Средњу стручну школу „Др Радивој Увалић” у Бачкој Паланци. Започео је 1988. године студије на Правном Факултету Универзитета у Новом Саду, који је напустио у завршној години. Служио је Југословенску народну армију 1987—1988 у Пироту, у истој јединици са Рамушем Харадинајем. У браку је са супругом Сандром (1975), са којом има две ћерке Елену (2004) и Индиу (2006). Роберт Чобан је припадник етничке групе бачких Шокаца. Национално се изјашњава као Хрват римокатоличке вере, а матерњи језик му је српски.

## Каријера
Новинарску каријеру је започео 1990. године када је био новосадски дописник београдских „Вечерњих новости”, загребачке „Арене”, сарајевских „Наших дана” и сарадник магазина „Време” и „Став”. Са групом студената Универзитета у Новом Саду је 1992. године обновио излажење студентског месечника „Индекс”. Након што су објављена два броја, априла 1992. године, целокупна редакција је смењена и покренут је „Независни индекс”. У јуну 1992. године, у сарадњи са Независним друштвом новинара Војводине, покренуо је „Новосадски индекс”, које је 1993. године променио име у „Свет”, из чега је настала Колор Прес Група.  Током суђења Слободану Милошевићу пред Хашким трибуналом у мају 2003. године, један од заштићених сведока Тужилаштва је навео да је 1992. године, добио налог од Службе државне безбедности да постави прислушне уређаје у просторије редакције листа који је уређивао Роберт.
Колор Прес Група, чини највећег издавача магазина у региону са компанијама у свим бившим републикама Југославије, која издаје 110 магазина, води 21 интернет портал и организује преко 70 конференција и фестивала на годишњем нивоу. У портфолију компаније, налазе се бројни лиценцни наслови попут „The Economist”, „Diplomacy & Commerce”, „Hello!”, „Brava Casa”, „Gloria”, „Story”, „Grazia” и бројни други. Неке од најзначајнијих конференција које Колор Прес Група организује, налазе се „Pro Femina”, „Food Talk”, „The Economist: Svet u...”, „Digital”, „Book Talk”, „CSR Srbija”, „Serbia Goes Green”, „Teen Talk”.
Током 2020. године, започео је низ кратких путовања бициклом по селима Војводине. Током тих вожњи, обилази музеје и културне знаменитости, из чега је настало неколико пројеката са циљем заштите културног наслеђа. Један од пројеката је „Дворци Србије: Заштита културе баштине” који је подржан од Министарства културе и информисања и Владе Републике Србије, која је основала и Радну групу која се бави овим пројектом. Путописе објављује у недељнику „Време”, дневном листу Дневник и на туристичким порталима, попут портала travelblog.rs Архивирано на веб-сајту  (25. септембар 2021).